# КПП Таба

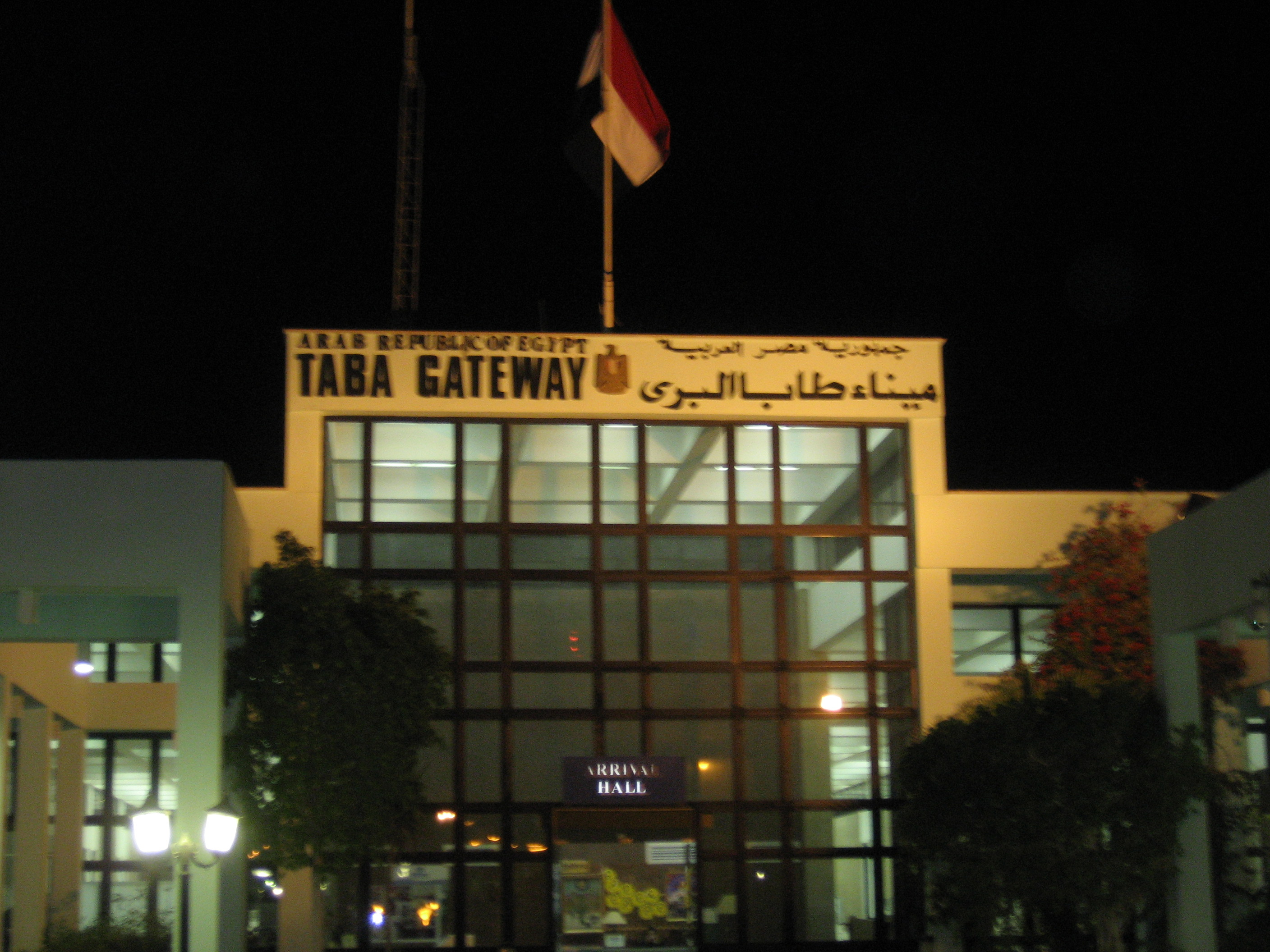
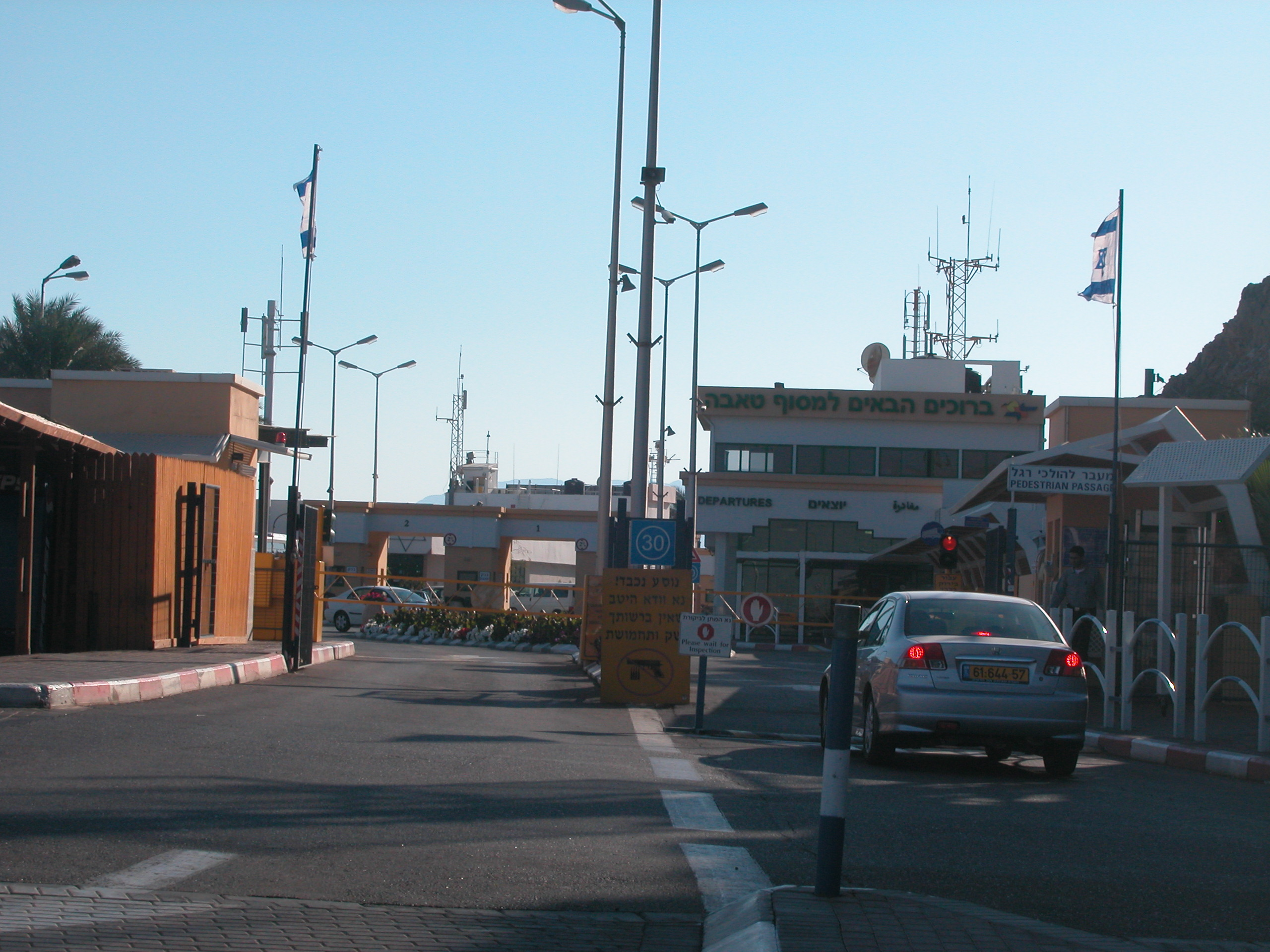
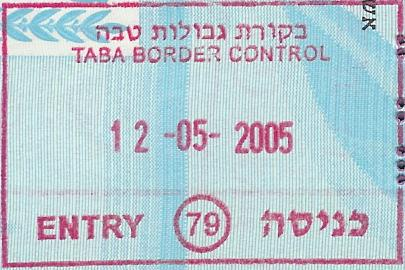
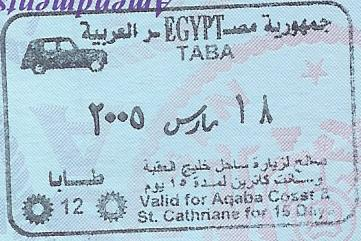

29°29′28″ пн. ш. 34°54′12″ сх. д. / 29.49111° пн. ш. 34.90333° сх. д.

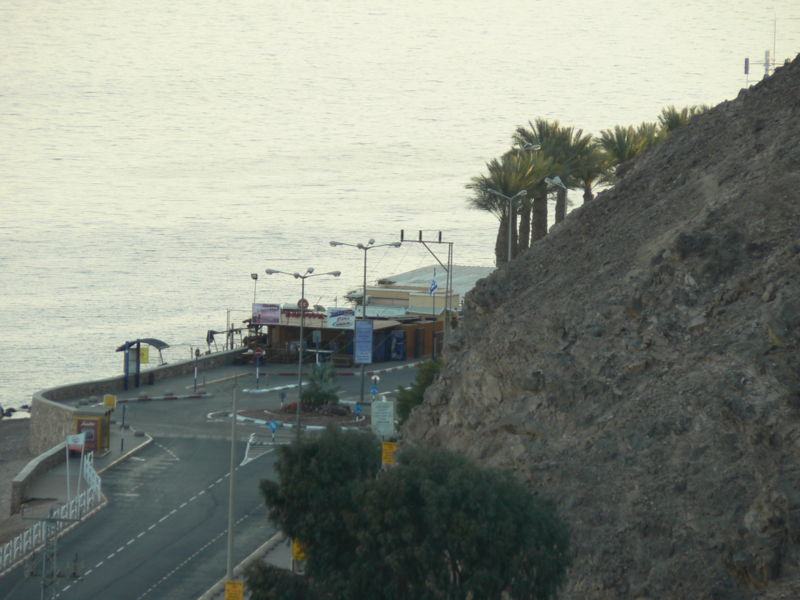
КПП Таба

Таба (ар.معبر طابا, євр.מעבר טאבה) — прикордонний контрольно-пропускний пункт на березі Червоного моря, що з'єднує єгипетське місто Таба і ізраїльський Ейлат. Відкрите 26 квітня 1982, в даний час є єдиним двостороннім КПП на єгипетсько-ізраїльському кордоні. Пункт працює цілодобово щодня окрім Курбан-байраму і Судного дня. Таба — один з найбільш завантажених прикордонних пунктів Ізраїлю. Вивіски і покажчики в ізраїльській та єгипетській частинах КПП виконані арабською, англійською, російською мовами та івритом. Таба є крайнею південною точкою території Ізраїля.